# Climat de Chicago

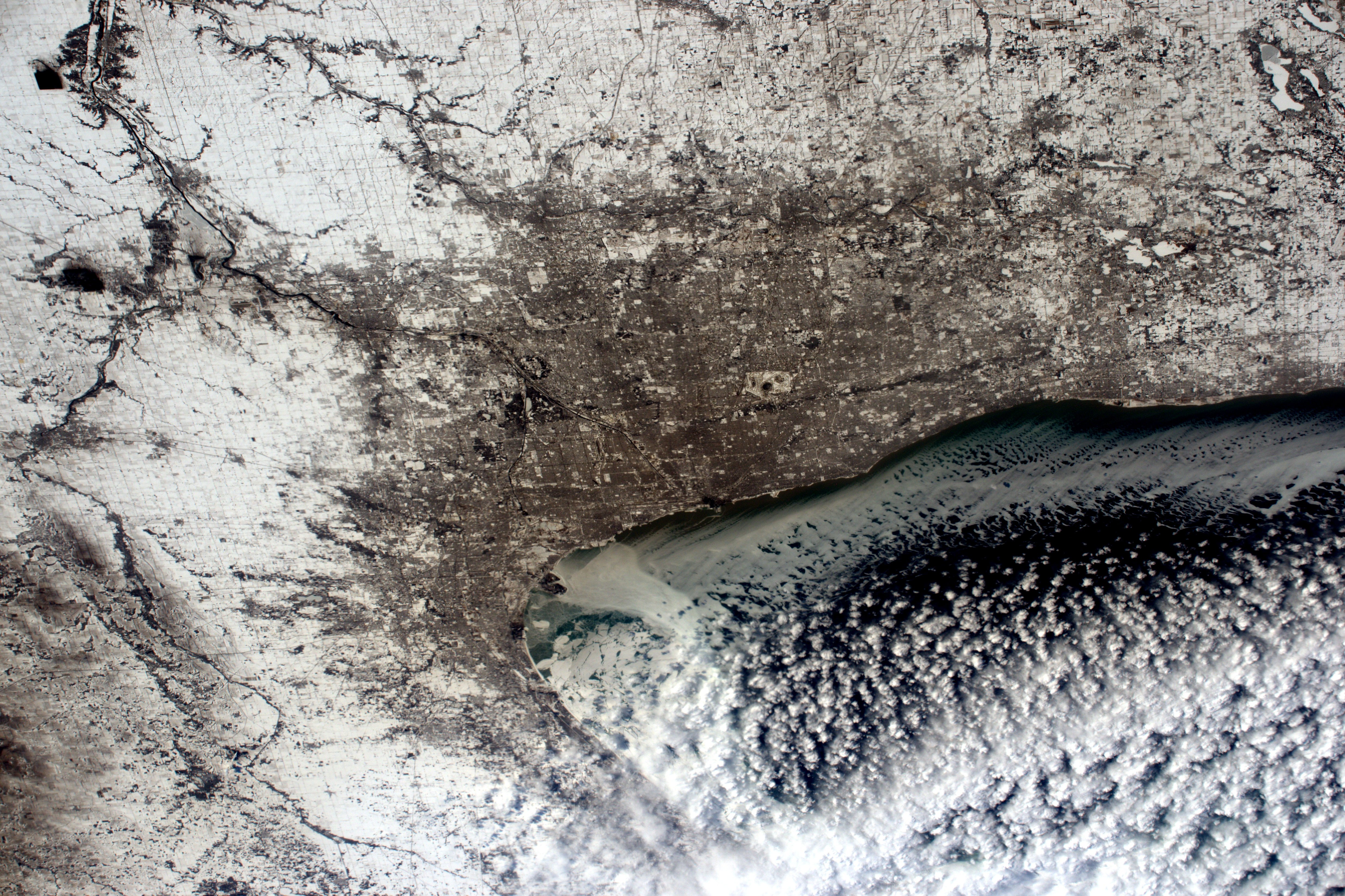
Image satellite de la région de Chicago en hiver, le lac Michigan est partiellement gelé.

Le climat de Chicago est un climat de façade orientale (selon la classification de Köppen : Dfa) typique des États de la région du Midwest, mais avec quelques différences dues à la proximité des Grandes Plaines et du lac Michigan. Des changements de temps soudains, les températures ambiantes journalières, et les précipitations imprévisibles sont tous des éléments du temps de la ville de Chicago et de sa région métropolitaine.

## Description

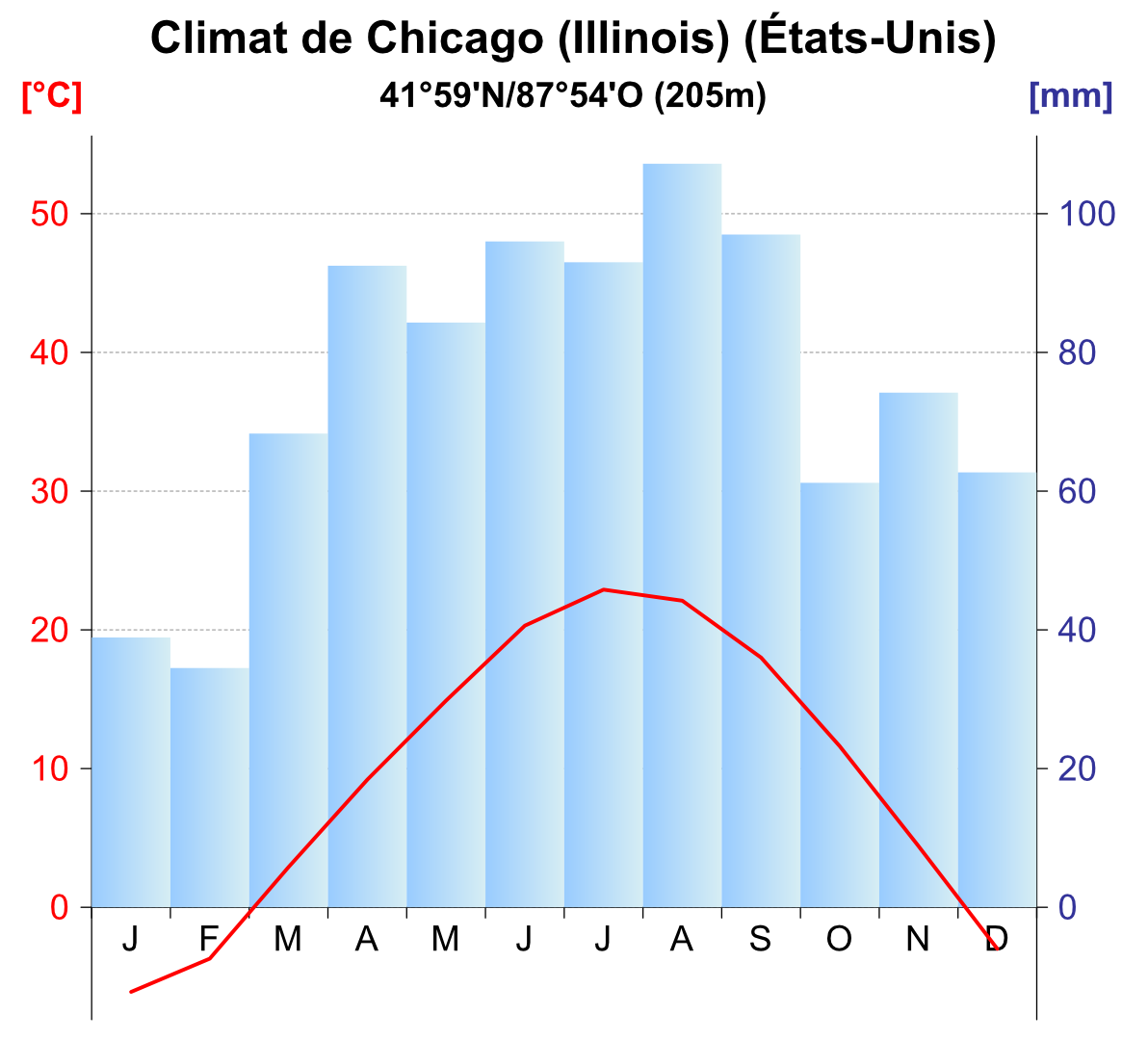
Graphique climatique de Chicago.

La ville de Chicago a quatre saisons distinctes. Cependant, certaines années celles-ci peuvent durer plus longtemps et s'étendre sur des mois qu'elles n'occupent pas habituellement, ou même elles arrivent parfois extrêmement tôt, rendant prompte la saison qu'elles remplacent. Par exemple, à Chicago il a neigé pendant le mois de septembre 1942, fait 32 °C lors du mois de mars 1982, et les différences de température d'une même journée ont atteint plus de 31 °C le 8 février 1900).
Chicago subit un climat continental humide (Dfa dans la classification de Köppen). Située à l'intérieur des terres, la ville est marquée par le caractère continental du climat et la circulation méridienne des masses d'air : la température moyenne annuelle est inférieure à 10 °C. L'amplitude thermique annuelle est forte (29 °C) ; les précipitations qui sont à peine supérieures à 900 mm par an sont plus irrégulières que sur le littoral atlantique et le maximum arrive en été sous forme d'averses chaudes, souvent des orages estivaux qui peuvent parfois produire de la grêle, des vents violents et plus rarement des tornades. Même lors des mois les plus secs, les précipitations peuvent être importantes. Les mois de janvier et février sont les plus secs de l'année (38 mm seulement), tandis que les mois les plus humides sont juillet et août qui affichent les précipitations les plus importantes (100 mm). La température et le temps peuvent changer brutalement en hiver comme en été. Le climat de Chicago est influencé pendant les quatre saisons par sa proximité avec le lac Michigan.
Contrairement aux idées reçues, le surnom de « Ville des vents » (Windy City) que l'on donne familièrement à la ville de Chicago n'est pas tout à fait juste. Effectivement, s'il est vrai que les brises et vents faibles sont constants à Chicago (90 % du temps), en raison de la proximité du lac Michigan, les vents modérés à violents ne sont présents que durant 2,3 % de l'année, chiffre finalement moins récurrent qu'à Boston, Denver ou encore Dallas. Le surnom de la ville est donc assez peu représentatif. Par exemple, la vitesse moyenne annuelle du vent est plus forte dans d'autres villes comme Boston ou Oklahoma City. À Chicago, la vitesse moyenne annuelle du vent est la suivante : 16,6 km/h ; Boston : 20,0 km/h ; New York (Central Park) : 15,0 km/h, et Los Angeles : 12,1 km/h. Celle-ci étant avant tout touchée par des brises typiques de la plupart des villes côtières. Cependant, l'origine de ce surnom vient en partie du fait des rafales de vent parfois violentes qui soufflent en hiver depuis le lac Michigan et qui s'engouffrent dans les rues de la métropole. Parmi les grandes villes, Chicago ne fait pas partie du classement des 10 villes les plus venteuses des États-Unis.

### Climatologie par saison
Ci-dessous, une présentation des différents types de climat qui touchent Chicago au fil des saisons :

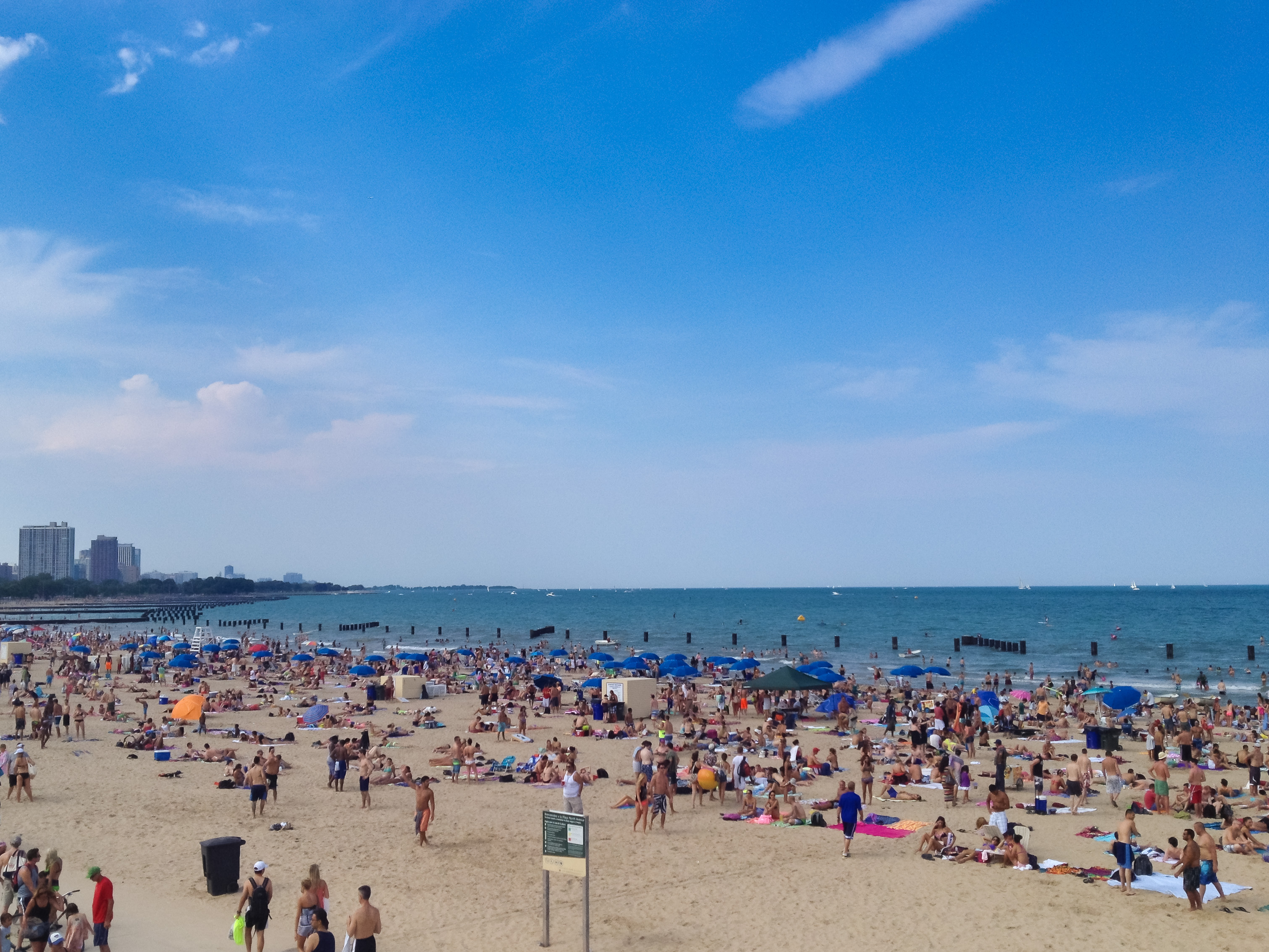
En été, les Chicagoans profitent des nombreuses plages de la ville, ici la plage de Montrose Avenue Beach, dans le secteur d'Uptown.

- Le printemps est la saison de tous les contrastes. À Chicago peuvent alterner, durant la période allant de mi-mars à la fin mai, les vagues de froid et les vagues de chaleur, les bourrasques de neige ainsi que les violents orages. Pendant les orages, on peut voir des éclairs frapper les gratte-ciel de la ville. Il peut arriver que de grosses chutes de neige se produisent fin mars et début avril. En 1970, plus de 10 po (25 cm) de neige sont tombés lors d'une tempête qui s'est produite les 1er et 2 avril[12]. Globalement, le temps est donc très changeant à Chicago au printemps, avec alternance de journées hivernales et de journées estivales. Il s'agit en outre de la saison la plus pluvieuse de l'année (de début avril à fin juin) avec la concordance des pluies hivernales encore présentes, mais aussi des violents orages pouvant provoquer des inondations éclair. Si Chicago n'est pas à proprement parler dans ce que l'on appelle la Tornado Alley, les tornades ne sont pas impossibles, et pas si rares, on en dénombre 17 depuis les années 1850. En effet des tornades, parfois dévastatrices, peuvent se produire dans la région de Chicago et le nord de l'Illinois.

- Les étés sont chauds et humides à cause des hot waves (vagues de chaleur) qui remontent du golfe du Mexique à travers les Grandes Plaines[13] et qui provoquent des canicules puis les fameux « étés indiens » au début de l'automne. Les nuits peuvent alors s'avérer inconfortables. En 1995, la région de Chicago a connu une vague de chaleur extrême qui a causé le décès de quelque 580 personnes[14]. Il existe des nuances climatiques dans l'agglomération : le climat est plus tempéré sur les rives du lac Michigan, qui agit comme un régulateur thermique en rafraichissant les températures en été, en les rendant plus douces en hiver. Chicago bénéficie d'un ensoleillement relativement élevé pour une ville du Midwest avec 2 508 heures en moyenne par an. Août reste parmi les mois les plus pluvieux.

- Les automnes sont courts (septembre à mi-octobre) mais il s'agit cependant de la saison la plus agréable à Chicago, puisque les températures sont moins chaudes qu'en plein été, les précipitations moins importantes, et l'ensoleillement encore bon. Les températures maximales grimpent régulièrement entre 22 et 27 °C alors que les minimales sont encore relativement hautes (15 °C environ). Très exceptionnellement, le froid peut parfois prendre un peu d'avance, avec même des chutes de neige possibles en octobre, bien que cela reste rare.

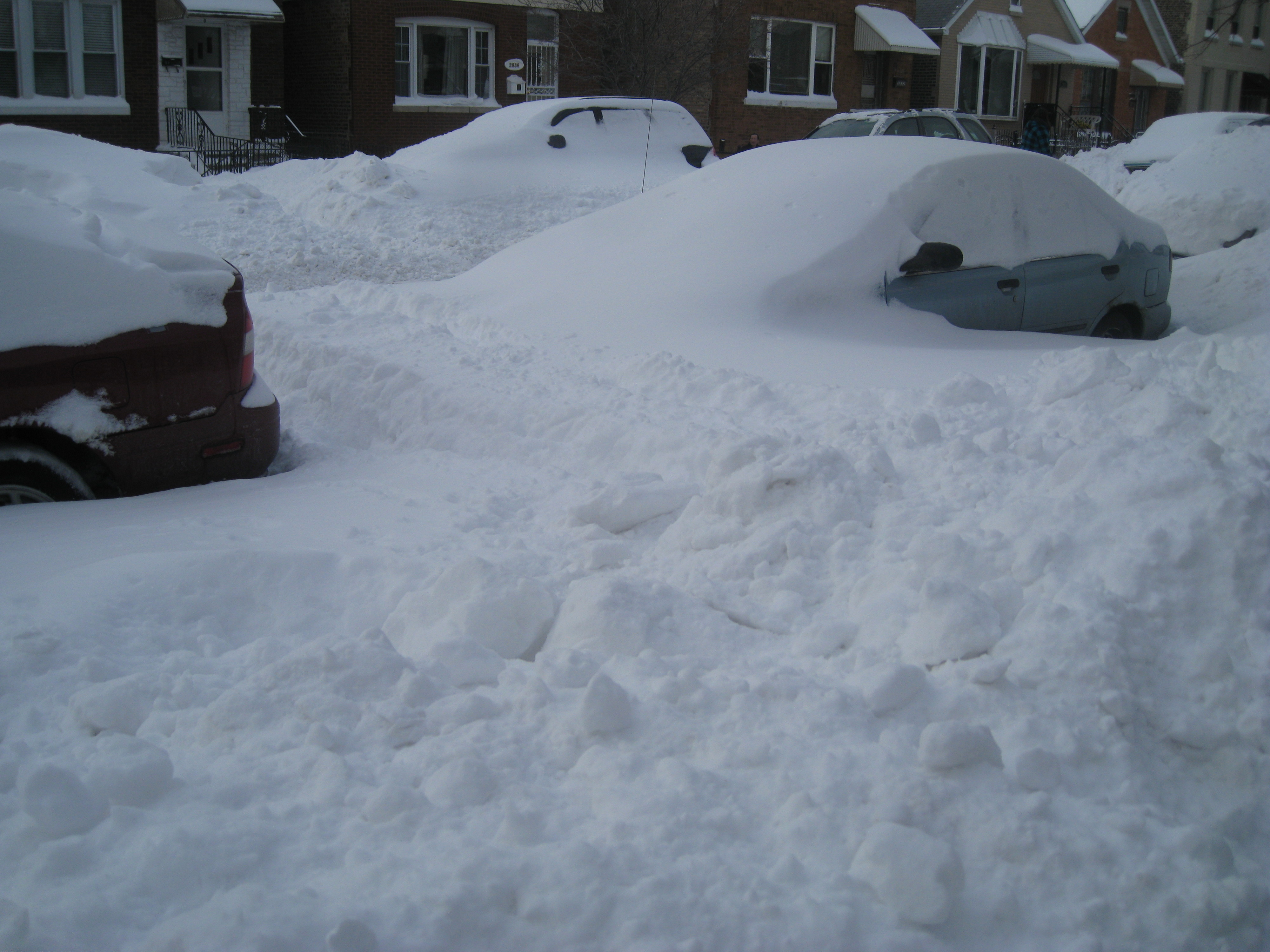
Le secteur de Bridgeport après le passage d'un blizzard (2011).

- Les hivers sont froids voire rigoureux : le gel persiste longtemps, généralement de novembre à mars. Il est engendré par les descentes d'air froid (coldwaves) depuis le Canada qui ne trouvent aucun obstacle montagneux[9]. Le système de grille des rues de Chicago, assez typique des villes américaines, favorise des couloirs venteux dans les zones à haute densité, comme dans le secteur financier du Loop, et lorsque les vents forts et glaciaux se manifestent cela amplifie la sensation de froid[16],[17],[18] (refroidissement éolien). Les températures descendent en moyenne à −2 °C en décembre et à −4 °C en janvier (−7,5 °C pour les températures minimales moyennes). Sur la base des moyennes de températures obtenues sur une période de 30 ans, le National Climatic Data Center de la National Oceanic and Atmospheric Administration (NOAA) a classé Chicago au sixième rang des grandes villes américaines les plus froides en 2014 pour les mois de décembre, janvier et février[19]. Durant cette saison, il n'est pas rare que des précipitations sous forme de bruines verglaçantes tombent sur Chicago[20]. Le lac Michigan gèle partiellement chaque hiver. Si la neige peut tomber au début de l'automne et du printemps, elle est plus importante en hiver. Les tempêtes de neige (blizzard) se manifestent généralement entre les mois de décembre et de février. Elles peuvent paralyser la ville, comme les transports en commun de la CTA par exemple (métro et bus urbains) et les autoroutes urbaines. Sur l'année, il tombe en moyenne 91 cm de neige[21].

### Records climatiques
43 °C est le record de chaleur relevé le 23 juillet 1934 ; −32,7 °C est le record de froid relevé le 20 janvier 1985. La rafale la plus violente jamais enregistrée eut lieu le 12 février 1894 : 140 km/h. Depuis 1850, 17 tornades ont frappé les limites de la ville de Chicago. Au mois de juillet 1995, une canicule extrême de plusieurs jours consécutifs avec des températures allant de 40 °C à 45 °C provoqua de nombreux dégâts (de la voirie notamment ; l'asphalte ayant fondu sous l'intensité de la chaleur) ainsi que la mort de plus de 700 personnes.
Le 27 janvier 1967, une tempête de neige majeure touche Chicago ; la hauteur de neige atteint les 58,4 cm en moyenne (23 pouces) avec des congères d'environ 1,80 mètre (6 pieds) dans certaines rues. La tempête de neige de 1979 avait soulevé de nombreuses critiques envers la municipalité de Michael Bilandic, alors maire de l'époque. Sa réponse concernant les blocages des transports et des autres problèmes liés à cette intempérie était si lamentable que ça a abouti à l'élection de Jane Byrne, la première femme maire de Chicago. Bien que la ville soit régulièrement touchée par des tempêtes de neige, les blizzards peuvent être violents comme en témoignent ceux de 1967 et 1979 qui sont les plus virulents de l'histoire de Chicago. Le 13 septembre 2008, des trombes d'eau s'abattent sur Chicago, en une journée il est tombé plus de 6,63 pouces (168,4 mm) soit l'équivalence de 6 semaines de précipitations.

### Influences du lac Michigan
Quand le flux s'oriente du nord-ouest au nord-est entre la fin de l'automne et le milieu de l'hiver, alors que les Grands Lacs sont encore relativement chauds, l'afflux d'air froid en altitude au-dessus de ces grandes masses d'eau provoque une forte convection responsable de la formation de nuages relâchant de fortes chutes de neige de l'autre côté du lac Michigan. Ce phénomène particulier est responsable de chutes de neige pouvant durer plusieurs jours et les accumulations battent tout simplement des records. Ce phénomène touche principalement les villes situées au sud-est des Grands Lacs, mais peut aussi toucher les villes situées au sud-ouest, comme Chicago par exemple.

### Relevés météorologiques
| Mois                              | jan.  | fév.  | mars  | avril | mai   | juin  | jui.  | août  | sep.  | oct.  | nov.  | déc.  | année   |
| --------------------------------- | ----- | ----- | ----- | ----- | ----- | ----- | ----- | ----- | ----- | ----- | ----- | ----- | ------- |
| Température minimale moyenne (°C) | −7,5  | −5,4  | −0,4  | 5,2   | 10,7  | 16,3  | 19,4  | 18,7  | 14,2  | 7,5   | 1,5   | −5,2  | 6,2     |
| Température moyenne (°C)          | −3,7  | −1,5  | 4,1   | 10,3  | 16,2  | 21,7  | 24,3  | 23,4  | 19,3  | 12,4  | 5,5   | −1,5  | 10,9    |
| Température maximale moyenne (°C) | 0,1   | 2,5   | 8,7   | 15,6  | 21,6  | 27    | 29,3  | 28,1  | 24,3  | 17,3  | 9,5   | 2,1   | 15,5    |
| Record de froid (°C)              | −31,7 | −28,9 | −21,7 | −12,2 | −2,2  | 1,7   | 7,8   | 6,1   | 1,1   | −6,7  | −19,4 | −28,9 | −31,7   |
| Record de chaleur (°C)            | 19,4  | 23,9  | 30    | 33,3  | 38,9  | 41,7  | 42,8  | 40    | 38,9  | 34,4  | 27,2  | 22,2  | 42,8    |
| Ensoleillement (h)                | 135,8 | 136,2 | 187   | 215,3 | 281,9 | 311,4 | 318,4 | 283   | 226,6 | 193,2 | 113,3 | 106,3 | 2 508,4 |
| Précipitations (mm)               | 52,1  | 49    | 69,3  | 92,2  | 104,6 | 103,1 | 101,9 | 101,3 | 84,1  | 82    | 86,9  | 65,3  | 991,9   |

| Mois                              | jan.  | fév.  | mars | avril | mai   | juin  | jui.  | août  | sep.  | oct.  | nov.  | déc.  | année   |
| --------------------------------- | ----- | ----- | ---- | ----- | ----- | ----- | ----- | ----- | ----- | ----- | ----- | ----- | ------- |
| Température minimale moyenne (°C) | −8,6  | −6,6  | −1,6 | 3,8   | 9,1   | 14,5  | 17,7  | 17,2  | 12,4  | 10    | 0,2   | −6,3  | 4,9     |
| Température moyenne (°C)          | −4,6  | −2,4  | 3,3  | 9,4   | 15,1  | 20,5  | 23,3  | 22,4  | 18,1  | 11,4  | 4,6   | −2,4  | 9,9     |
| Température maximale moyenne (°C) | −0,6  | 1,8   | 8,1  | 15    | 21,1  | 26,5  | 28,9  | 27,7  | 23,8  | 16,8  | 9     | 1,6   | 15,1    |
| Record de froid (°C)              | −33   | −29   | −24  | −14   | −3    | 2     | 7     | 6     | −2    | −10   | −19   | −32   | −33     |
| Record de chaleur (°C)            | 19    | 24    | 31   | 33    | 37    | 40    | 41    | 39    | 38    | 34    | 27    | 22    | 41      |
| Ensoleillement (h)                | 135,8 | 136,2 | 187  | 215,3 | 281,9 | 311,4 | 318,4 | 283   | 226,6 | 193,2 | 113,3 | 106,3 | 2 508,4 |
| Précipitations (mm)               | 43,9  | 45,5  | 63,5 | 85,9  | 93,5  | 87,6  | 94    | 124,5 | 81,5  | 80    | 80    | 57,3  | 937     |

## Galerie d'images

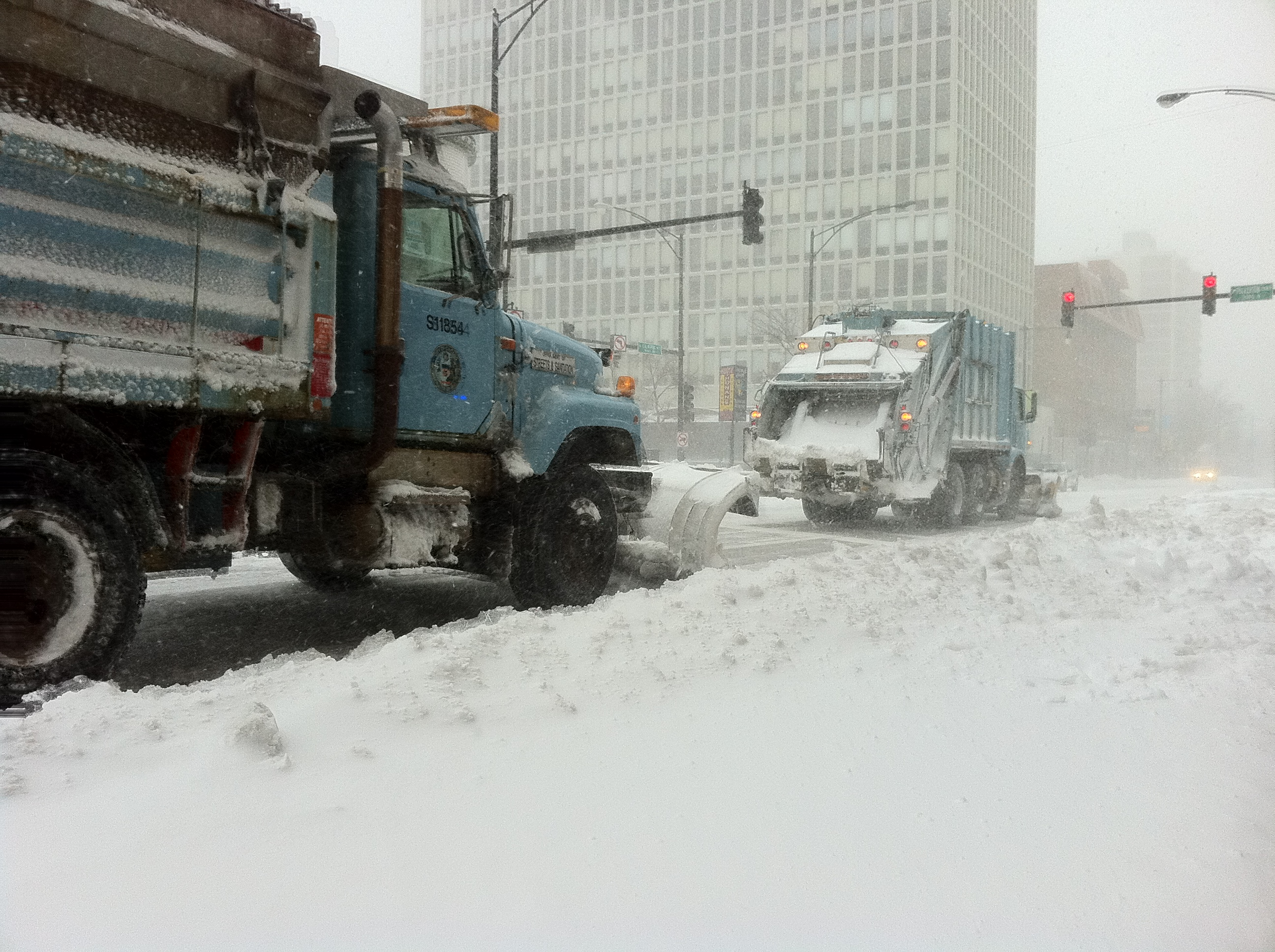
Chasse-neiges de la ville en action lors d'un blizzard (2011).
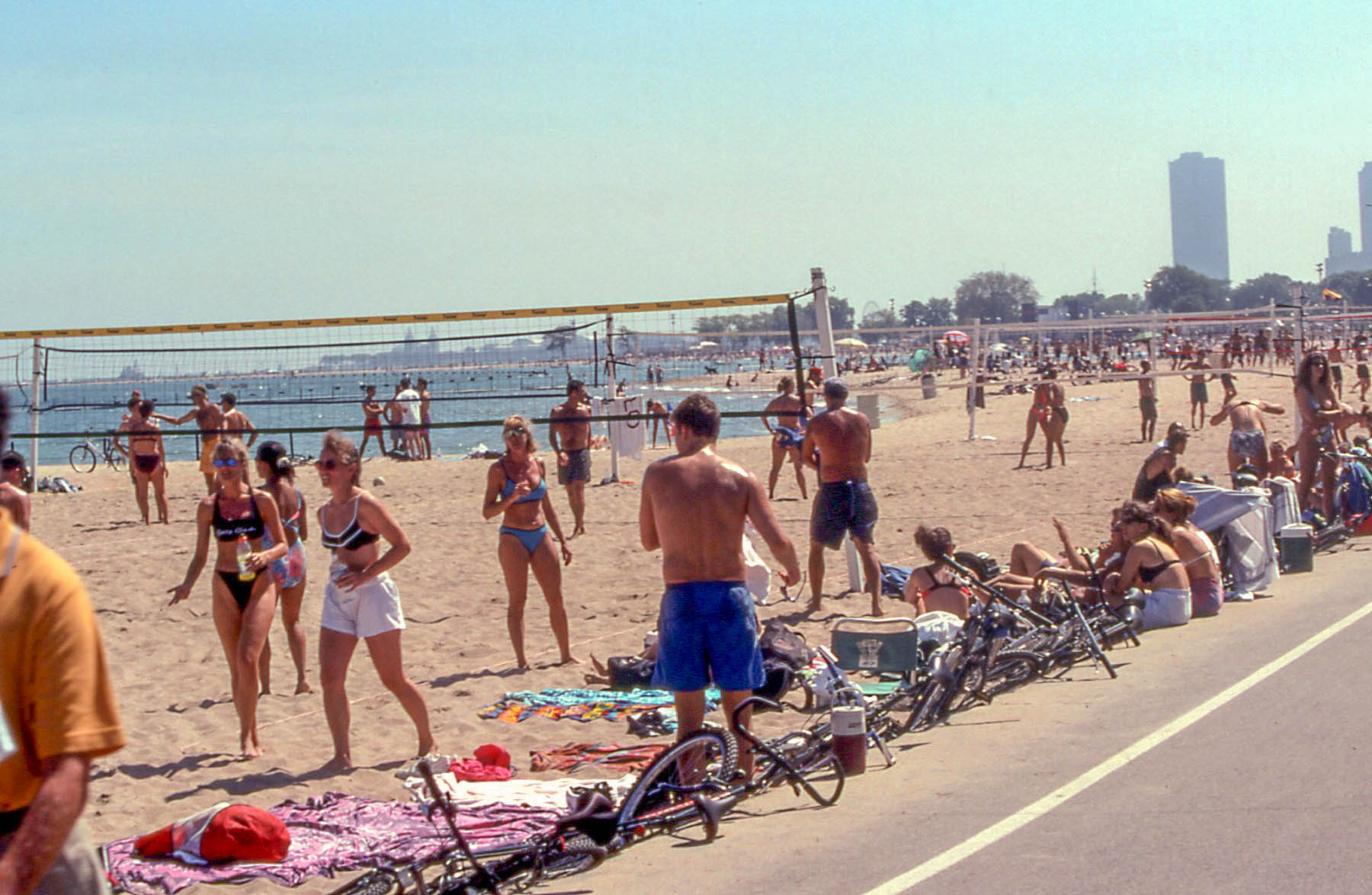
La plage de North Avenue Beach durant l'été 1997.
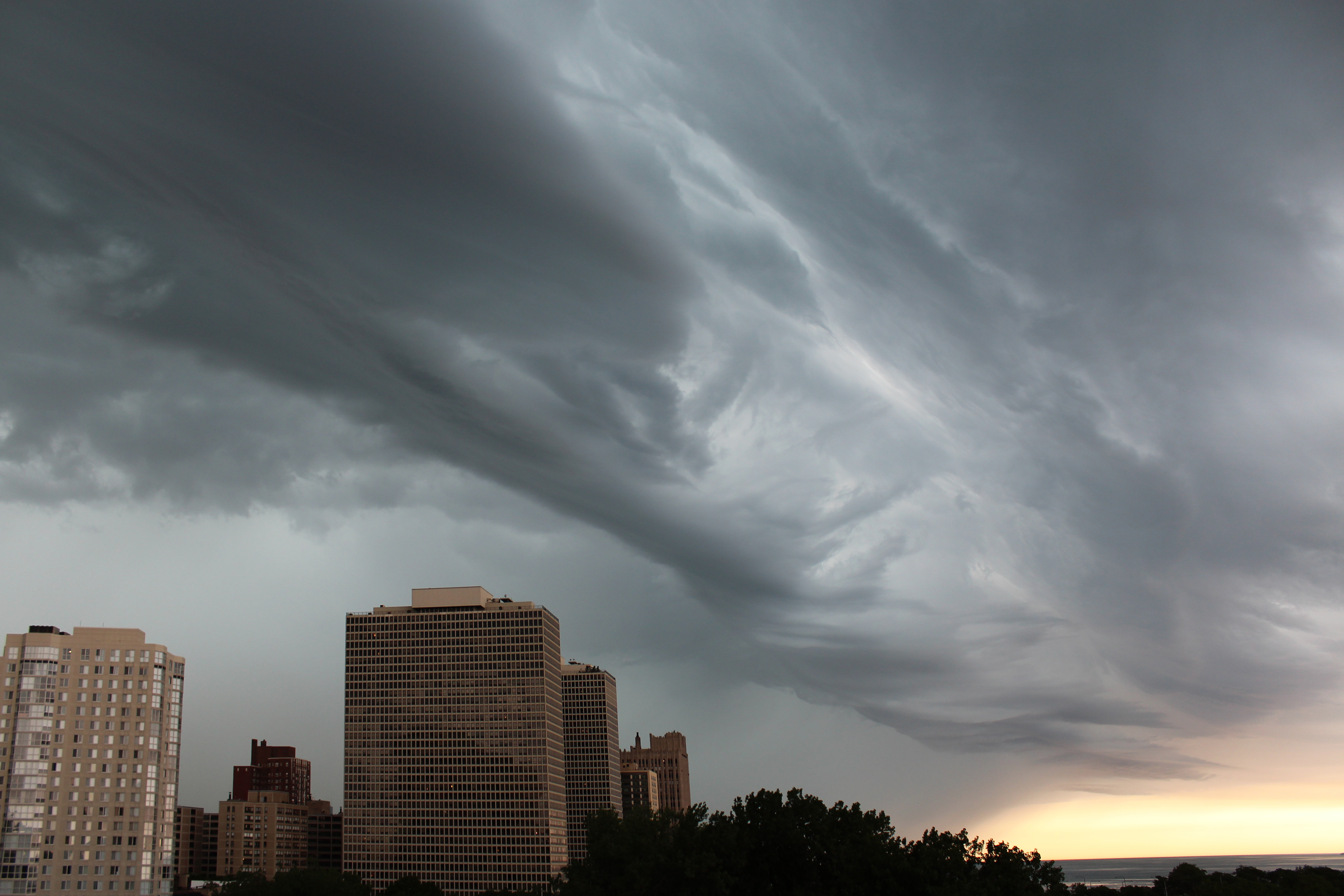
Un orage supercellulaire en formation dans le South Side (2012).
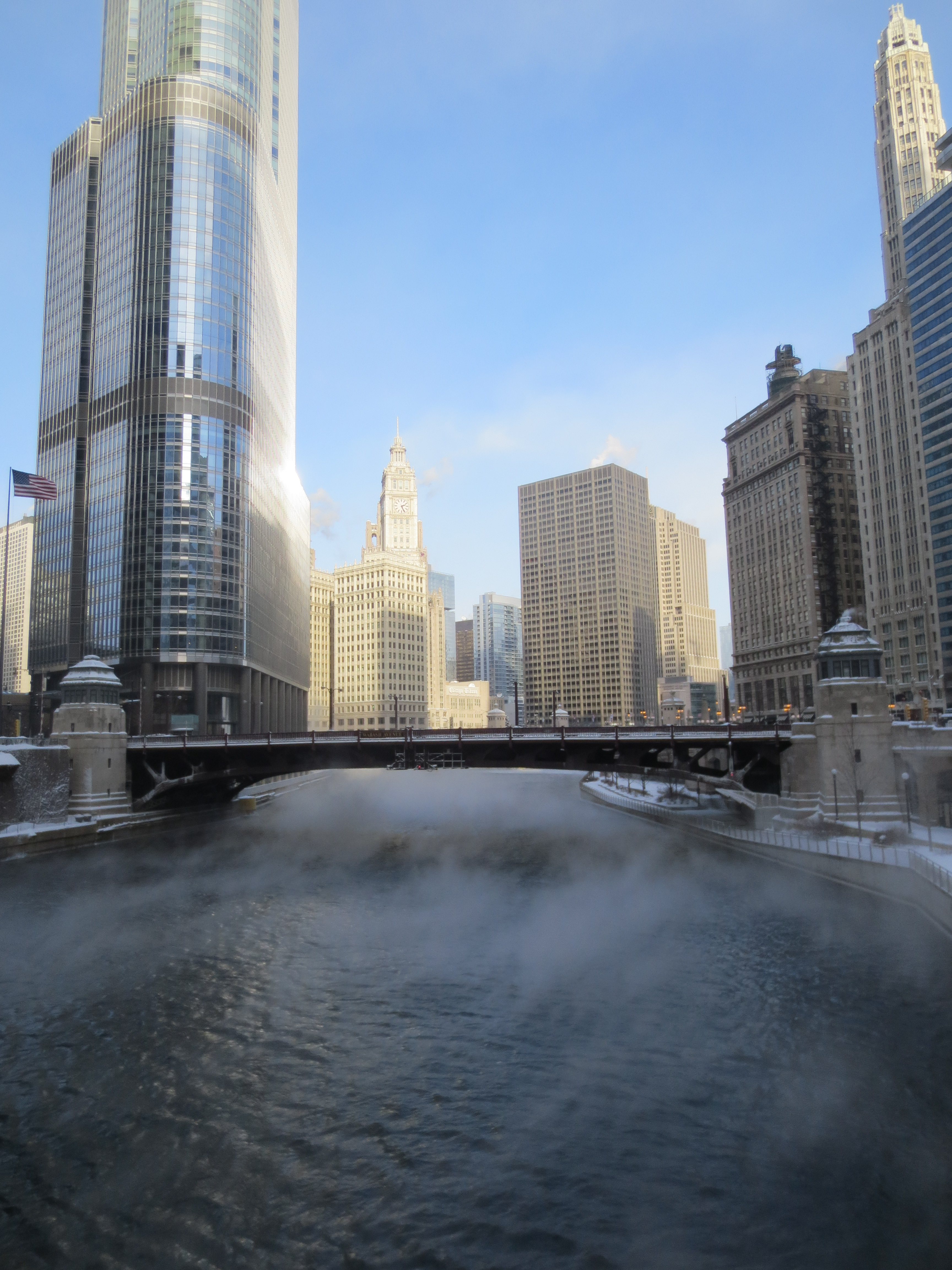
La rivière Chicago en hiver.
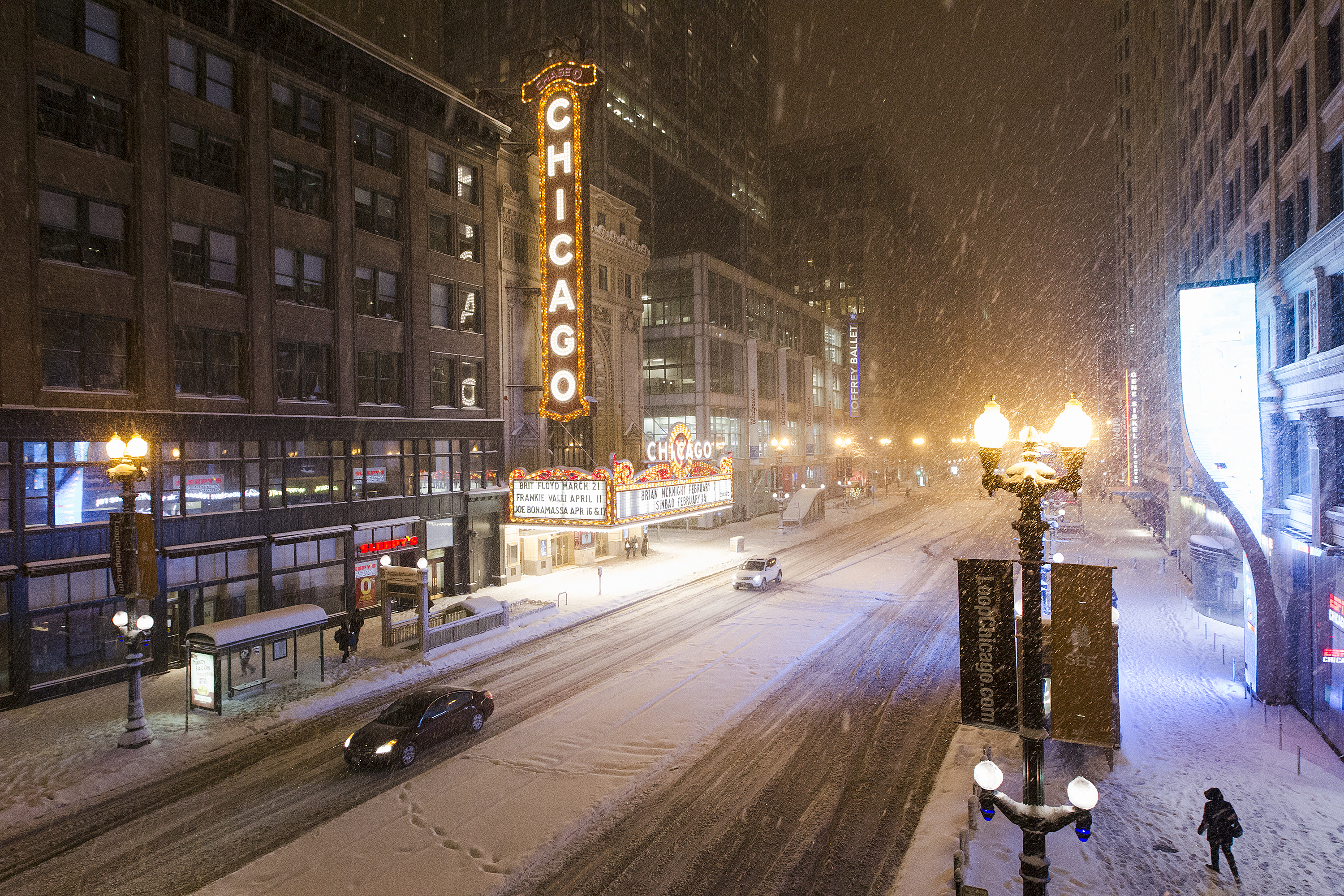
State Street, dans le secteur du Loop, lors d'un blizzard (2015).
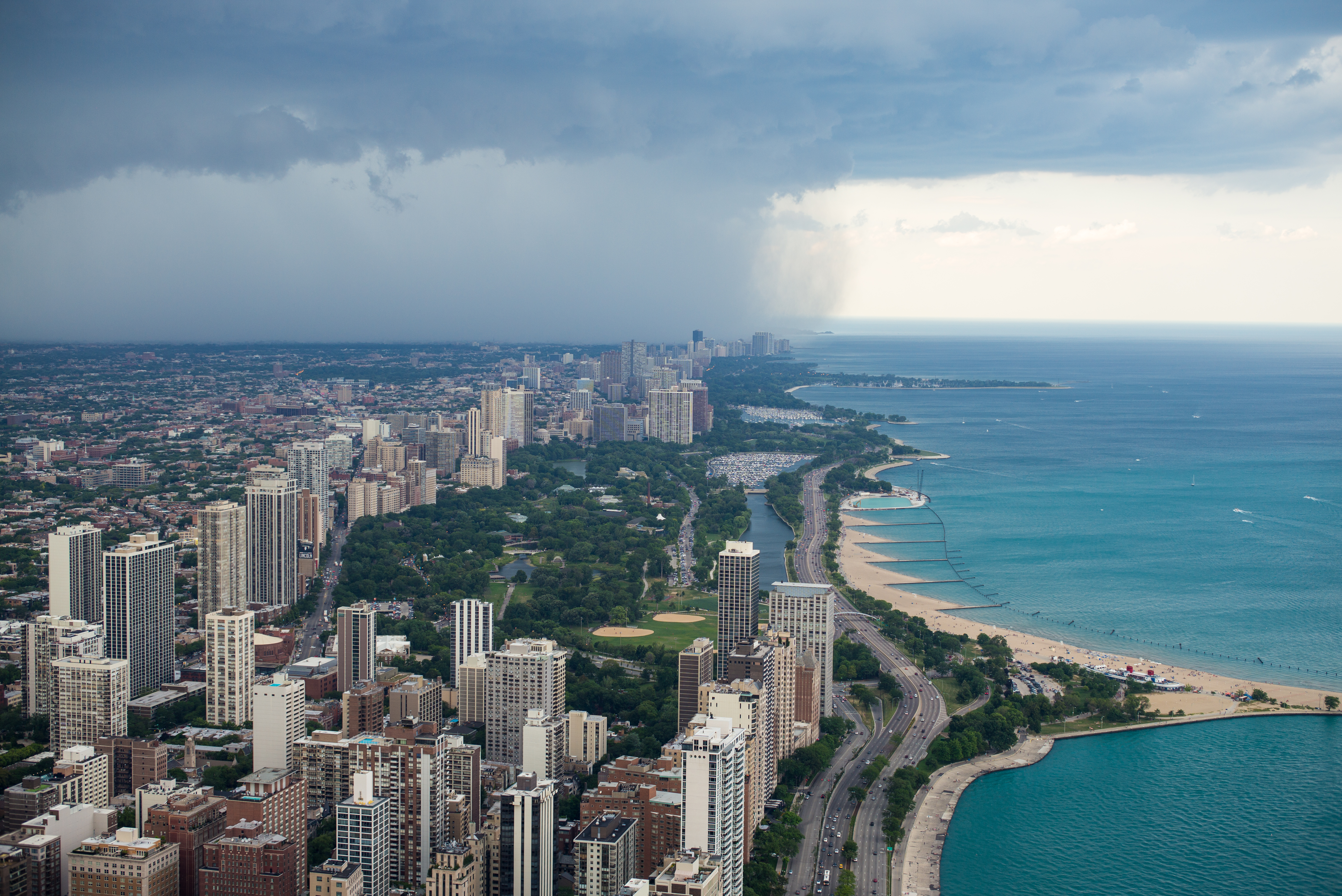
Cellule orageuse et averses dans le North Side (2018).
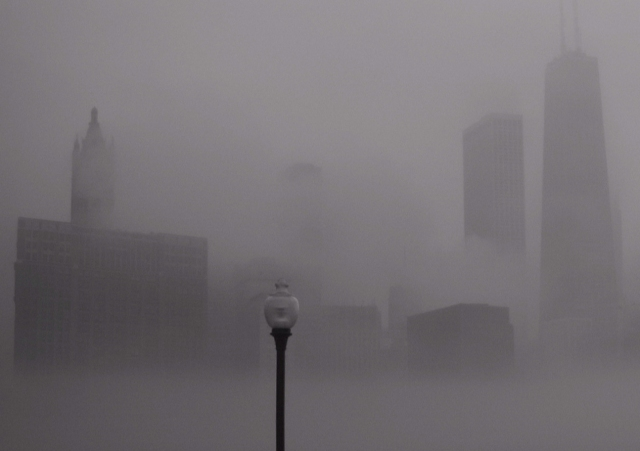
Un épais brouillard enveloppe le quartier de Streeterville (à droite on distingue le 875 North Michigan Avenue).
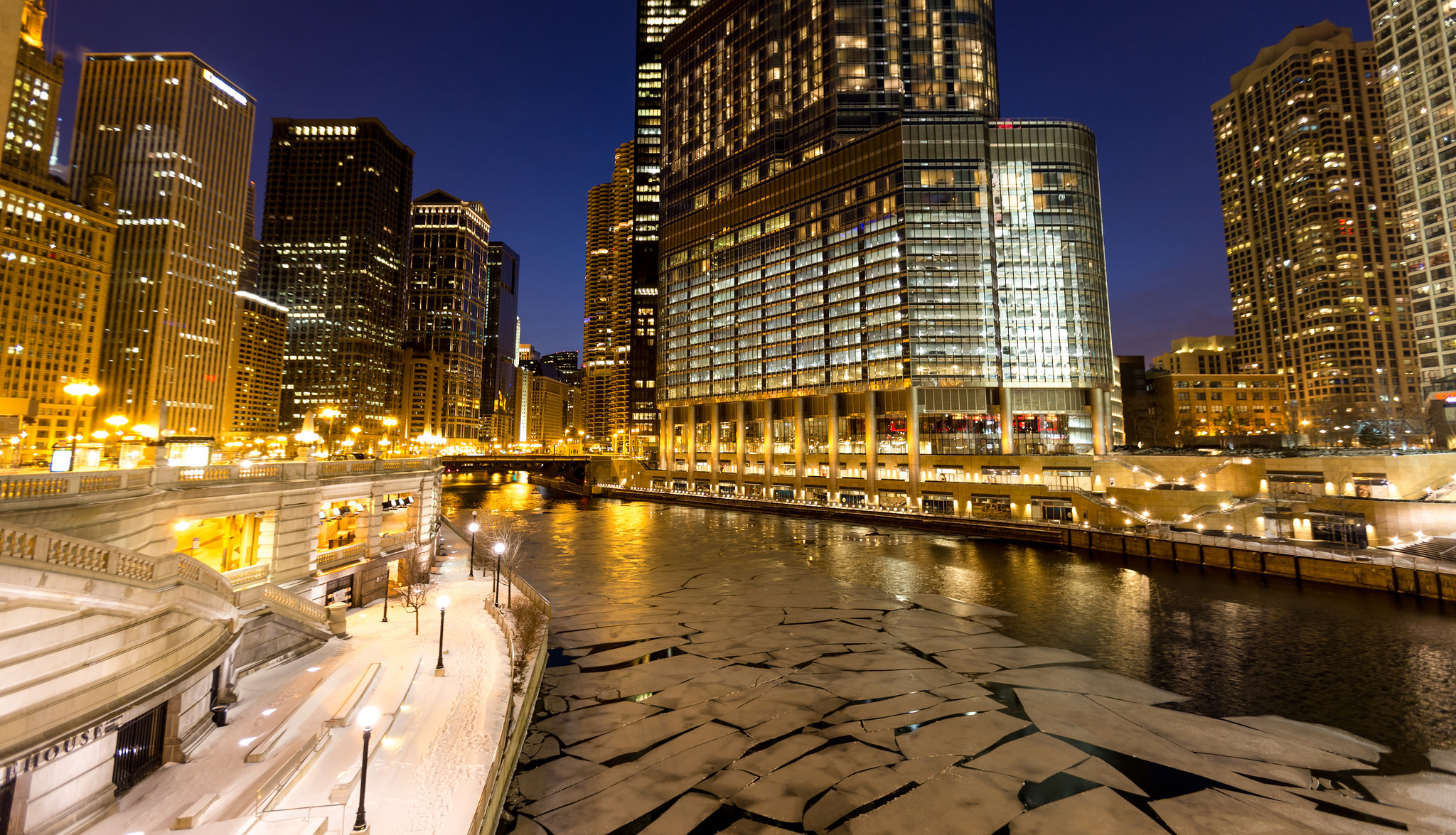
La rivière Chicago durant l'hiver 2014 (au centre, la Trump Tower).
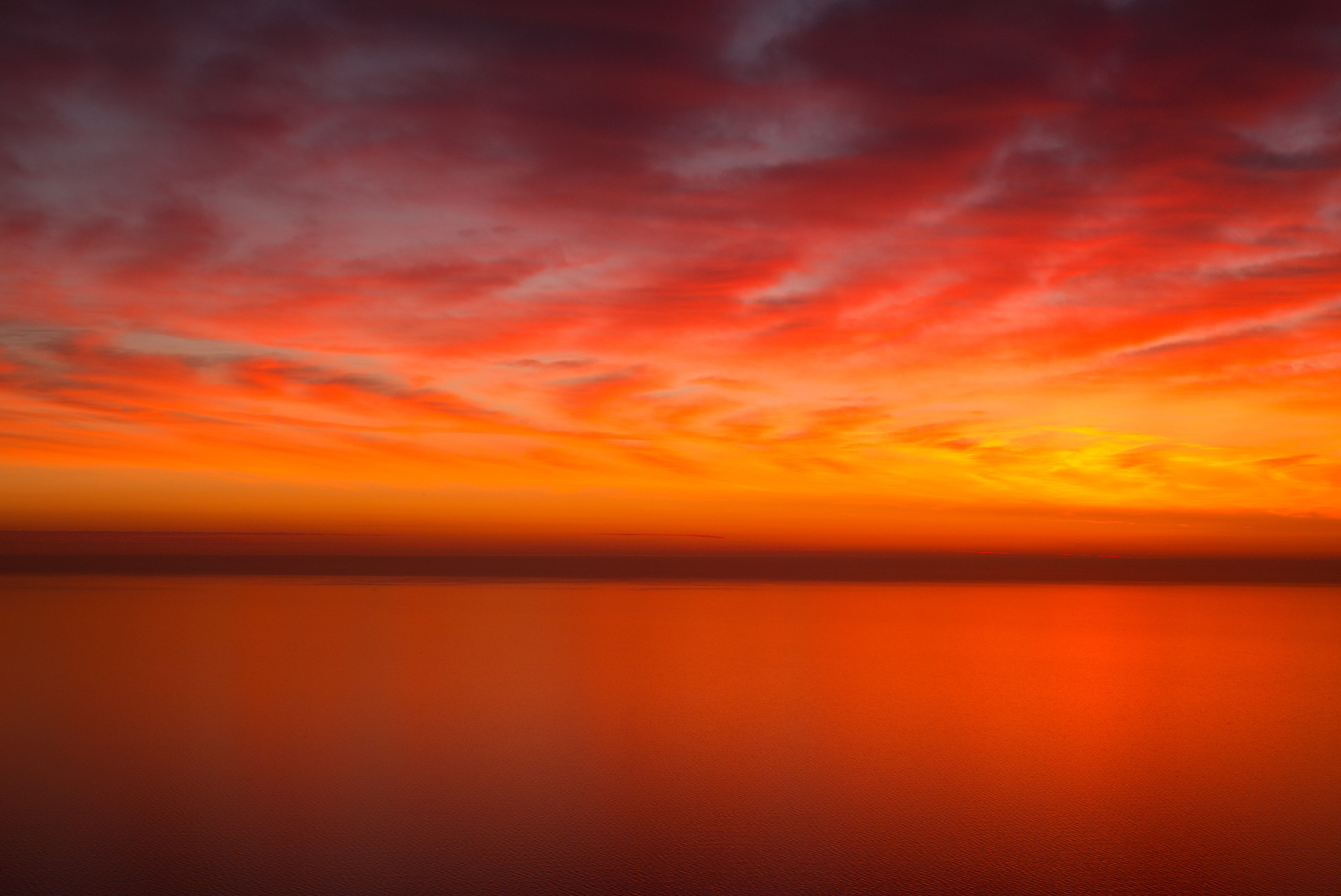
Coucher de soleil sur le lac Michigan, depuis le secteur de Hyde Park (automne 2016).